# Jonás Aguirre
Leonel Jonás Aguirre Ávalo (Firmat, Santa Fe, Argentina; 5 de marzo de 1992) es un futbolista argentino. Juega como lateral-volante y actualmente se desempeña en Gimnasia y Tiro de Salta de la segunda división del fútbol argentino.

## Trayectoria

### Rosario Central
Jonás Aguirre nació en Firmat, el 5 de marzo de 1992. Se desempeña como lateral-volante por izquierda. Es conocido por su gran velocidad para el desborde.
En inferiores de AFA debutó el 28/4/07, en 8.ª, cuando los canallas derrotaron 1 a 0 a Unión en la ciudad deportiva. Actuó en 110 partidos (12 en 8ª, 21 en 7ª, 26 en 6ª, 20 en 5ª y 31 en 4ª desde 2010) y marcó 26 goles, el último se lo hizo a Sarmiento (L) 3-0. En reserva debutó, también con Adrián Czornomaz como DT, el 4/4/10 ante Boca Juniors en la Bombonera, partido que finalizó 1 a 1. Jugó 7 cotejos y no convirtió goles.
Su primer contacto con la primera división fue en la última fecha del Clausura 2010 ante Vélez (L), 0-0 con Leonardo Madelón com D.T. cuando estuvo en el banco pero no ingresó
Durante la Temporada 2010-2011 no tuvo muchas posibilidades mientras Reinaldo Merlo y Héctor Rivoira fueron los técnicos, pero con la llegada de Palma comenzó a tener más chances e incluso integró el banco de suplentes en un par de oportunidades (Dep. Merlo (V) 0-1 y Chacarita Juniors (L) 2-1), aunque aún sin tener la posibilidad de debutar en el primer equipo.
Jonás al estar desafectado, sin ser tenido en cuenta por Héctor Rivoira y sin poder jugar reserva, decidió buscar nuevos horizontes. Llevado de la mano de quien gerencia Ciudad Ribera encontró lugar en Suecia, pero justo cuando vino a Rosario a terminar unos papeles dio la casualidad de que Omar Palma preguntó por él y los directivos hicieron que se quedara en Rosario Central.
Ya con Juan Antonio Pizzi como DT para la temporada 2011-12, tuvo que esperar para debutar hasta el 1/10/11 contra Alte. Brown (L) 0-0, cuando ingresó a los 62’ por Germán Rivarola. Luego de su “bautismo” sólo jugó 32’ ante Ind. Rivadavia (V) 0-2, el 5/10/11.
A base de buenas actuaciones y su gran despliegue durante los partidos amistosos de la pretemporada, se ganó ser una de las opciones de Miguel Ángel Russo en el carril izquierdo para la Temporada 2012-13.

### Necaxa
El 21 de diciembre de 2016, es traspasado en calidad de préstamo al Necaxa de la Primera División Mexicana.

### Club Puebla
Llega al Club Puebla para disputar la apertura 2017.

### Belgrano
El 9 de enero de 2018 llega a Belgrano en condición de préstamo por un año. Jugó 11 partidos en el primer semestre.

## Clubes
| Club                                 | País      | Año         |
| ------------------------------------ | --------- | ----------- |
| Rosario Central                      | Argentina | 2010 - 2016 |
| Club Necaxa                          | México    | 2017        |
| Club Puebla                          | México    | 2017        |
| Club Atlético San Martín de San Juan | Argentina | 2018 - 2019 |
| Rosario Central                      | Argentina | 2019        |
| Club Atlético San Martín de San Juan | Argentina | 2020-2022   |
| Indpendiente Rivadavia               | Argentina | 2023-2024   |
| Atlético Rafaela                     | Argentina | 2024        |

### Estadísticas
Actualizado hasta el 16 de marzo de 2018.
| Rosario Central Argentina |               |               |    |    |    |   |    |    |      |      |      |
| 2.ª |               |               |    |    |    |   |    |    |      |      |      |
| 2011-12 | 2             | 0             | -  | -  | -  | - | 2  | 0  | 0.00 |      |      |
| 2012-13 | 0             | 0             | 1  | 0  | -  | - | 1  | 0  | 0.00 |      |      |
| 1.ª | 2013-14       | 10            | 0  | -  | -  | - | -  | 10 | 0    | 0.00 |      |
| 1.ª | 2014          | 15            | 0  | 3  | 1  | 2 | 0  | 20 | 1    | 0.05 |      |
| 1.ª | 2015          | 22            | 0  | 5  | 2  | - | -  | 27 | 2    | 0.07 |      |
| 1.ª | 2016          | 10            | 1  | -  | -  | 4 | 1  | 14 | 2    | 0.14 |      |
| 1.ª | 2016-17       | 6             | 0  | 4  | 0  | - | -  | 10 | 0    | 0.00 |      |
| Total club | Total club    | 65            | 1  | 13 | 3  | 6 | 1  | 84 | 5    | 0.06 |      |
| Club Necaxa México |               |               |    |    |    |   |    |    |      |      |      |
| 1.ª |               |               |    |    |    |   |    |    |      |      |      |
| C-2017 | 4             | 0             | 4  | 0  | -  | - | 8  | 0  | 0.00 |      |      |
| Total club | Total club    | 4             | 0  | 4  | 0  | 0 | 0  | 8  | 0    | 0.00 |      |
| Club Puebla México |               |               |    |    |    |   |    |    |      |      |      |
| 1.ª |               |               |    |    |    |   |    |    |      |      |      |
| A-2017 | 6             | 0             | 4  | 0  | -  | - | 10 | 0  | 0.00 |      |      |
| Total club | Total club    | 6             | 0  | 4  | 0  | 0 | 0  | 10 | 0    | 0.00 |      |
| C. A. Belgrano Argentina |               |               |    |    |    |   |    |    |      |      |      |
| 1.ª |               |               |    |    |    |   |    |    |      |      |      |
| 2018 | 4             | 0             | -  | -  | -  | - | 4  | 0  | 0.00 |      |      |
| Total club | Total club    | 4             | 0  | 0  | 0  | 0 | 0  | 4  | 0    | 0.00 |      |
| Total carrera | Total carrera | Total carrera | 79 | 1  | 21 | 3 | 6  | 1  | 106  | 5    | 0.04 |
| (1) La Copa Nacional se refiere a la Copa Argentina y Copa México. (2) La Copa Internacional se refiere a la Copa Libertadores y Copa Sudamericana. (3) No incluye goles en partidos amistosos. |               |               |    |    |    |   |    |    |      |      |      |

### Resumen estadístico
| Competición           | Partidos | Goles | Promedio |
| --------------------- | -------- | ----- | -------- |
| Liga                  | 65       | 1     | 0,02     |
| Copas nacionales      | 13       | 3     | 0,23     |
| Copas Internacionales | 6        | 1     | 0,17     |
| Total                 | 84       | 5     | 0,06     |

## Palmarés

### Campeonatos nacionales
| Título             | Club                    | País      | Año  |
| ------------------ | ----------------------- | --------- | ---- |
| Primera B Nacional | Rosario Central         | Argentina | 2013 |
| Primera B Nacional | Independiente Rivadavia | Argentina | 2023 |